# توماس فورد (محامي)
توماس فورد (بالإنجليزية: Thomas Ford)‏ هو قاضي ومحامي أمريكي، ولد في 5 ديسمبر 1800 في يونيونتاون في الولايات المتحدة، وتوفي في 3 نوفمبر 1850 في بيوريا في الولايات المتحدة بسبب سل.